# 辰巳清
辰巳 清（たつみ きよし、1968年 - ）は、日本のシアタープロデューサー、アートプロデューサー 。アミューズ所属。
布文化と浮世絵の美術館「アミューズミュージアム」（東京都台東区浅草）館長。

## 来歴
1968年、奈良県生まれ。
奈良県立郡山高等学校、同志社大学商学部卒業後、ブラジル留学を経て、1992年4月、株式会社アミューズ入社。
主に音楽・演劇の公演制作・海外ミュージカルの招聘興行などアートマネジメント・舞台制作全般を担当。爆風スランプのマネージャーも担当。
その後、アミューズを退職するも、2005年の10月に再入社する。
2009年、アミューズミュージアム開館とともに館長就任。館内運営とキュレーションを担当。

## 主な役職
- 「布文化と浮世絵の美術館」アミューズミュージアム館長
- 京都府伝統工芸協議会アドバイザー
- 京都府「新ものづくり創造コンペティション」審査委員長